# Corliss Palmer
Pour les articles homonymes, voir Palmer.
Corliss Palmer, née Helen Caroline Palmer, le 25 juillet 1899 à Edison en Géorgie aux États-Unis, est une actrice américaine, du cinéma muet et un mannequin. Elle se fait connaître en gagnant, en 1920, un concours du Motion Picture Magazine (en) faisant d'elle « la plus belle femme d'Amérique ». Elle est la fille de Luther et de Julia Palmer. Elle épouse Eugene V. Brewster, l'éditeur de Motion Picture Magazine, en octobre 1926. Après son divorce, elle devient alcoolique : le 31 janvier 1933, elle est admise à l'hôpital de San Francisco, sous le pseudonyme Edith Mason, nom qu'elle avait déjà utilisé pour relancer sa carrière. Corliss Palmer meurt, le 27 août 1952 à Camarillo aux États-Unis.

## Filmographie
La filmographie de Corliss Palmer, comprend les films suivants , :
- 1922 : From Farm to Fame (court-métrage)
- 1926 : Her Second Chance (en)
- 1926 : Bromo and Juliet de Leo McCarey
- 1927 : The Return of Boston Blackie (en)
- 1927 : A Man's Past
- 1927 : Polly of the Movies
- 1927 : Le Prince aux gondoles (Honeymoon Hate) de Luther Reed
- 1928 : Scarlet Youth
- 1928 : The Noose
- 1928 : Clothes Make the Woman (en)
- 1928 : Trial Marriage
- 1928 : Into the Night
- 1928 : La Madone de Central Park (titre original : The Night Bird)
- 1928 : George Washington Cohen
- 1929 : Broadway Fever d'Edward F. Cline
- 1931 : Honeymoon Lane (en) de William James Craft

## Galerie

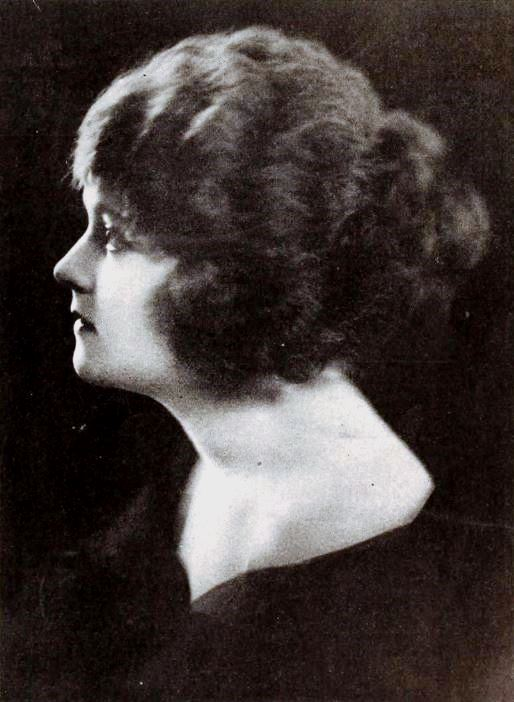
Corliss Palmer (Exhibitors Herald en 1920).
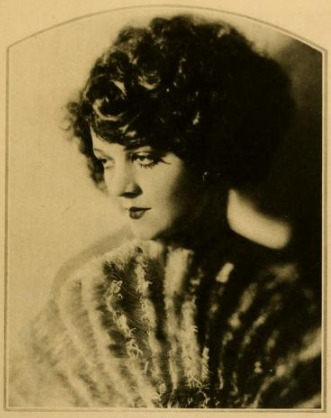
Corliss Palmer (1922).
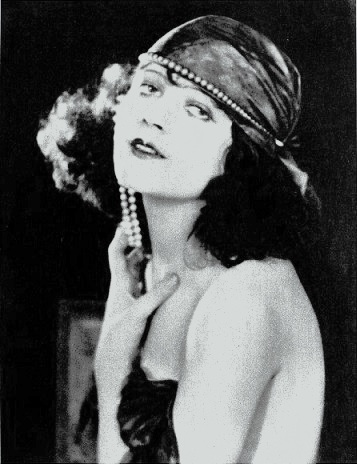
Corliss Palmer (novembre 1922).
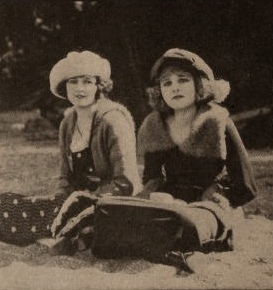
Corliss Palmer et Allene Ray dans le film Fame and Fortune Contest (1920).
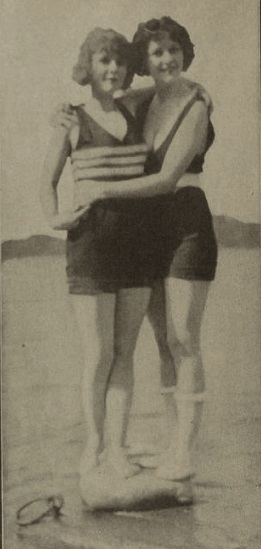
Allene Ray et Corliss Palmer dans le film Fame and Fortune Contest (1920).